# Eris militaris
Eris militaris là một loài nhện trong họ Salticidae.
Loài này thuộc chi Eris. Eris militaris được Nicholas Marcellus Hentz miêu tả năm 1845.

## Hình ảnh

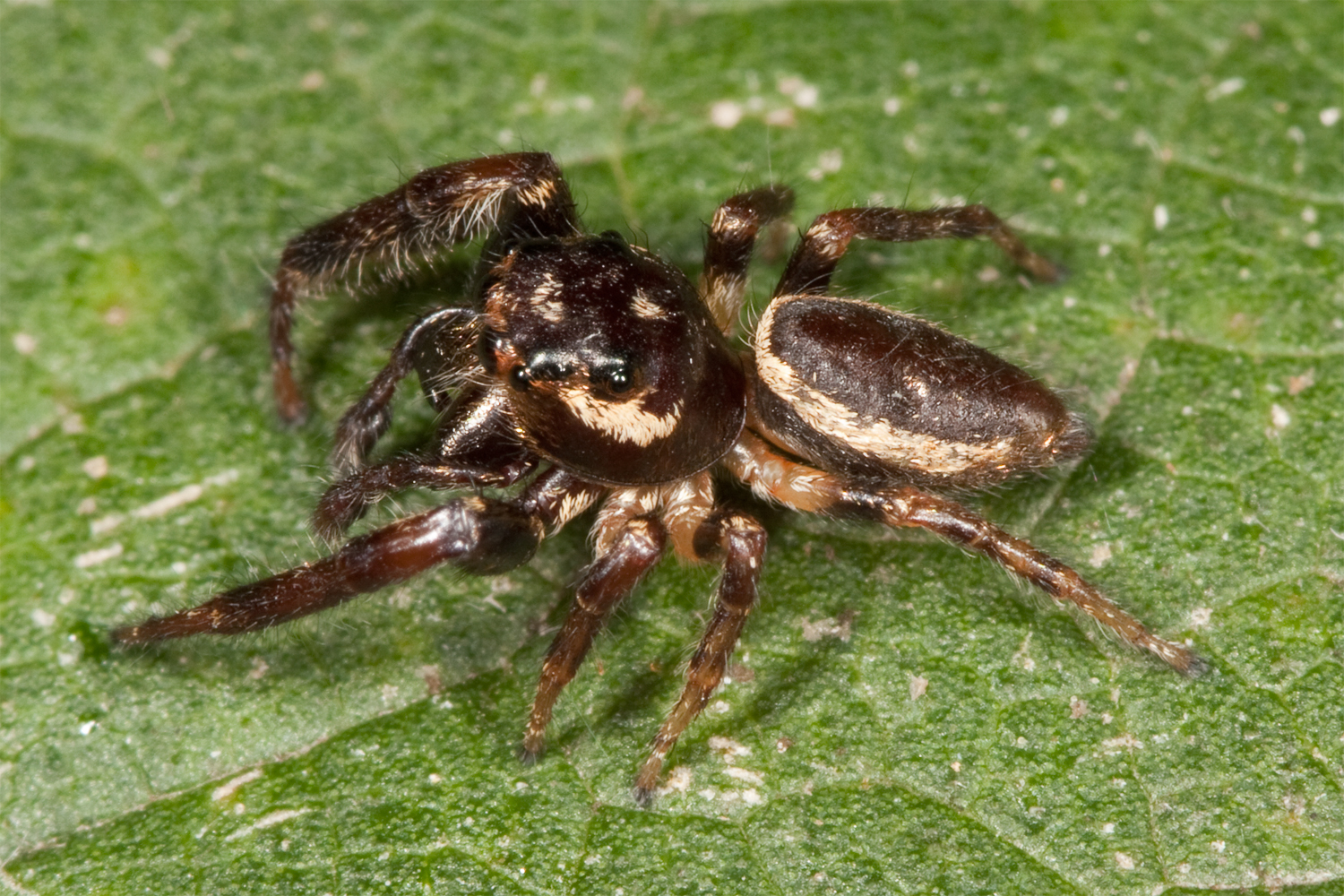
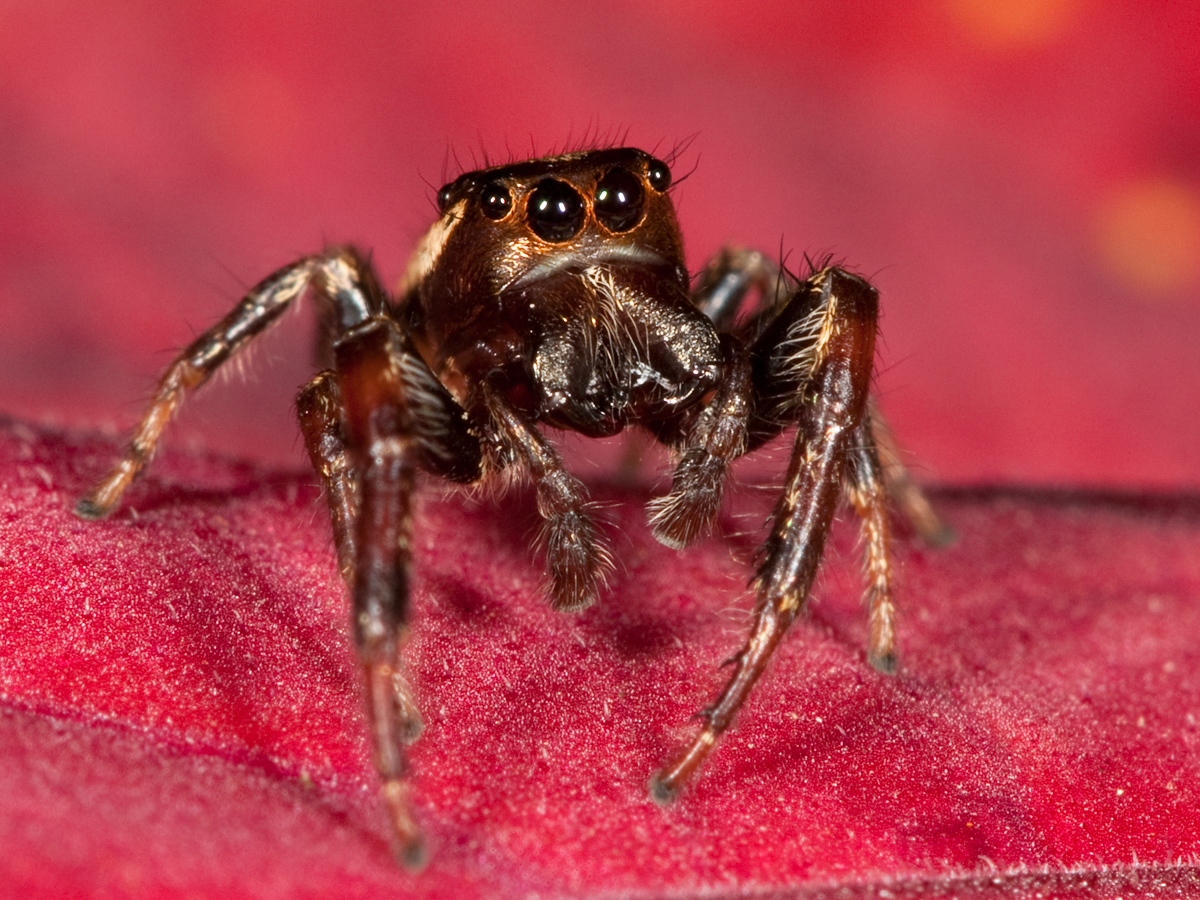
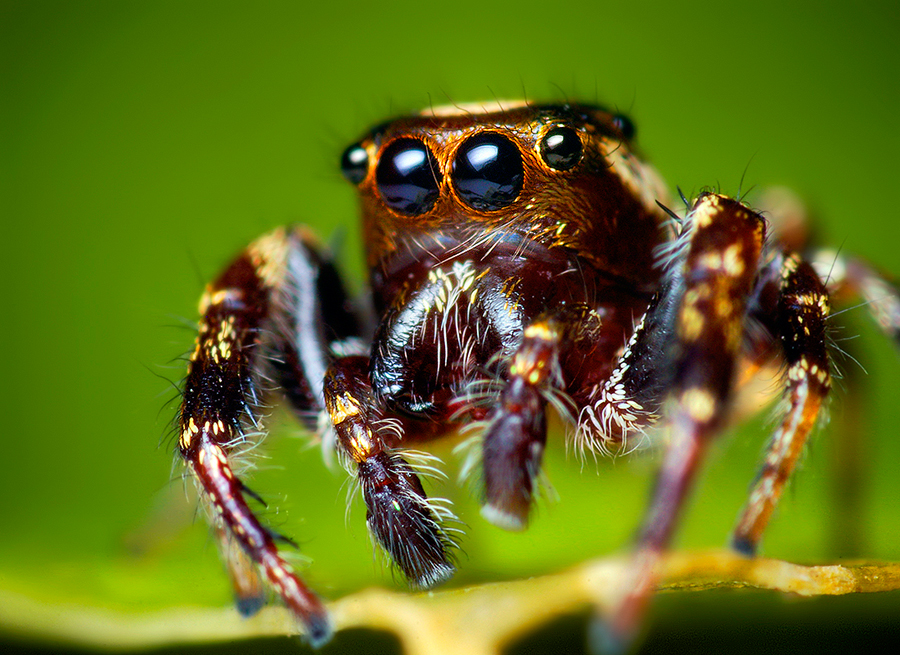
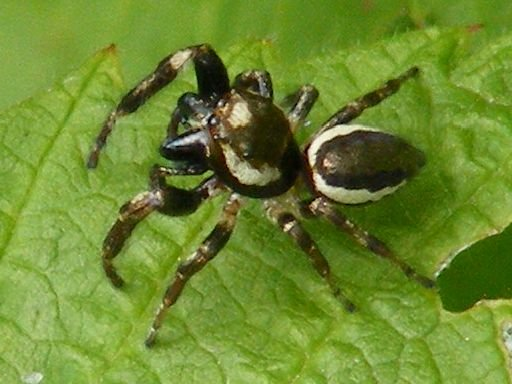